# Yoko Mori
Yoko Mori (em japonês: 森瑤子; 4 de novembro de 1940 – 6 de julho de 1993) foi uma romancista, ensaísta e tradutora japonesa. Ela ficou conhecida por escrever populares romances fictícios, seu verdadeiro nome foi Masayo Brackin (née Ito).

## Biografia
Mori nasceu com o nome de Masayo Ito na prefeitura de Shizuoka, Japão, em 4 de novembro de 1940. Logo após o nascimento, ela e seus pais se mudaram para a Mongólia Interior, onde seu pai trabalhou durante a Segunda Guerra Mundial. Quando a guerra terminou, eles retornaram ao Japão e moraram em Tóquio. Ela estudou violino e apreciou filmes e romances ocidentais, especialmente as obras de François Sagan, com quem suas obras foram comparadas mais tarde. Ela se formou na Universidade de Artes de Tóquio em 1961. No entanto, em vez de se tornar violinista profissional, acabou trabalhando para uma empresa de publicidade. Ela se casou com um inglês chamado Ivan Brackin em 1964, com que teve três filhos.
Mori começou a escrever em 1978. Sua primeira história, Joji (情事), ganhou o Prêmio Literário Subaru. Ela também escreveu ensaios sobre sua vida e viagens internacionais. Mori escreveu prolificamente até morrer de câncer em 6 de julho de 1993.

## Estilo
Mori geralmente escrevia sobre casamentos tediosos ou infelizes e mulheres de meia-idade se rebelando contra os maridos por causa de casos extraconjugais. Raramente havia finais felizes, e depois dos casos os protagonistas geralmente se encontravam na mesma posição de quando a história começou. Suas histórias foram comparadas a romances Harlequin, romances góticos e soap opera. Sua popularidade veio de uma excelente compreensão das condições sociais no Japão durante a década de 1980, e ela usou isso para escrever histórias que realizavam as fantasias das mulheres. Por esse motivo, seus romances eram muito populares.

## Obras
Mori escreveu sua primeira obra, Joji (情事), no verão de 1978. Ela prosseguiu escrevendo duas coleções de contos em 1980, Yuwaku (誘惑) e Shitto (嫉妬). Em 1986, ela publicou uma das suas maiores obras, Beddo no otogibanashi (ベッドのおとぎばなし), que foi traduzida para o idioma inglês. No mesmo ano, lançou o romance Yogoto no yurikago, fune, aruiwa senjo (夜ごとの揺り籠、舟、あるいは戦場).
Já na década de 1990, ela publicou o romance Dezato wa anata (デザートはあなた; 1991) e a coleção de contos Tuinkuru monogatari (トウィンクル物語; 1992).